# Estrad (TV-program)
Den här artikeln handlar om TV-programmet från 1960-talet. För ZTV-programmet från 1990-talet, se Estrad (TV-program på ZTV).
Estrad är en svensk underhållnings-TV-serie som visades i totalt åtta avsnitt; 1967 (fyra avsnitt med premiär 11 februari) och 1968 (fyra avsnitt med premiär 3 februari). Programmet, som sändes från Cirkus i Stockholm och hade Karin Falck som producent, bestod av sketcher, monologer och sånger, framförda av de tre programledarna och deras gäster samt en rad dansare. Det mest kända inslaget från serien är sketchen Skattkammarön, som framfördes i andra avsnittet på första säsongen.
Varje avsnitt hade tre programledare och en till tre gäster, vilka fördelade sig på följande vis:
| Gunwer Bergkvist      | – Programledare (första och andra säsongen) |
| Lars Ekborg           | – Programledare (första och andra säsongen) |
| Margaretha Krook      | – Programledare (första säsongen)           |
| Inga Gill             | – Programledare (andra säsongen)            |
| Carl-Gustaf Lindstedt | – Gäst (avsnitt 1.1 och 2.3)                |
| Jan Malmsjö           | – Gäst (avsnitt 1.1)                        |
| Eric Öst              | – Gäst (avsnitt 1.1)                        |
| Åke Grönberg          | – Gäst (avsnitt 1.2)                        |
| Gunnar Björnstrand    | – Gäst (avsnitt 1.3)                        |
| Lena Granhagen        | – Gäst (avsnitt 1.3)                        |
| Lars Lind             | – Gäst (avsnitt 1.4)                        |
| Ulla Sallert          | – Gäst (avsnitt 1.4)                        |
| Beppe Wolgers         | – Gäst (avsnitt 2.1)                        |
| Per Myrberg           | – Gäst (avsnitt 2.2)                        |
| Rolf Bengtsson        | – Gäst (avsnitt 2.4)                        |
| Sven Erik Vikström    | – Gäst (avsnitt 2.4)                        |

Den 21 november 2012 gavs serien ut på DVD av Spiderbox Entertainment.